# Euderces westcotti
Euderces westcotti är en skalbaggsart som beskrevs av Hovore 1988. Euderces westcotti ingår i släktet Euderces och familjen långhorningar. Inga underarter finns listade i Catalogue of Life.